# Kličići
Kličići falu Bosznia-Hercegovinában, a Bosznia-hercegovinai Föderáció Una-Szanai kantonjában.

## Fekvése
Bosznia-Hercegovina északnyugati részén, Bihácstól légvonalban 15, közúton 22 km-re észak-északkeletre, Cazin központjától légvonalban 3, közúton 4 km-re délre, a Celar-patak melletti dombos vidéken fekszik.

## Népessége
| Nemzetiségi csoport | Népesség 1991 | Népesség 2013 |
| ------------------- | ------------- | ------------- |
| Szerb               | 0             | 0             |
| Bosnyák             | 554           | 688           |
| Horvát              | 0             | 6             |
| Jugoszláv           | 0             | 0             |
| Egyéb               | 0             | 19            |
| Összesen            | 554           | 707           |

## Nevezetességei
- A helyi muszlim közösség mecsete 1982-ben épült, 2003-ban teljesen megújították.

- A falu délnyugati részén, a Cazinból Bihácsra menő főút mentén második világháborús partizánemlékmű található. Felirata szerint ezen a helyen van eltemetve 800 áldozat, akiket az usztasa fasiszták 1941. augusztusában meggyilkoltak.